# David R. Morrison (Mathematiker)
David Robert Morrison (* 29. Juli 1955 in Oakland, Kalifornien) ist ein US-amerikanischer Mathematiker und Physiker. Er befasst sich mit Stringtheorie als auch mit dabei verbundener Algebraischer Geometrie.

## Leben
Morrison studierte an der Princeton University mit dem Bachelor-Abschluss 1976 und an der Harvard University mit dem Master-Abschluss 1977 und der Promotion bei Phillip Griffiths 1980 (Semistable Degenerations of Enriques and Hyperelliptic Surfaces). Ab 1980 war er Instructor und ab 1982 Assistant Professor an der Princeton University und 1984/85 Gastwissenschaftler an der Universität Kyoto (als Fellow der Japan Society for the Promotion of Science). 1986 wurde er Associate Professor und 1992 Professor für Mathematik an der Duke University, ab 1997 als Duke Professor of Mathematics and Physics. Seit 2006 ist er Professor an der University of California, Santa Barbara.
Morrison begann zwar als Mathematiker in klassischer Algebraischer Geometrie, hat aber auch ein zweites Standbein als Stringtheoretiker. Er befasste sich entsprechend seinem Hintergrund insbesondere mit den Schnittstellen und gegenseitigen Befruchtungen von Algebraischer Geometrie und Stringtheorie (speziell Spiegelsymmetrie genannte Dualitäten von algebraischen Varietäten).
1992/93, 1996/97 und 2000 war er am Institute for Advanced Study. 1995 war er Gastprofessor an der Cornell University, 2005 war er am Kavli-Institut für Theoretische Physik und 2006 Forschungsprofessor am MSRI.
2013 wurde er Fellow der American Mathematical Society, 2005 Senior Scholar am Clay Mathematics Institute und 2005/06 Guggenheim Fellow. 2015 wurde er in die American Academy of Arts and Sciences gewählt.
Er war Mitherausgeber der Werke seines Lehrers Phillip Griffiths.
Morrison war Invited Speaker auf dem Internationalen Mathematikerkongress in Zürich 1994 (Mirror Symmetry and Moduli Spaces of Superconformal Field Theories).

## Schriften
- Herausgeber mit Dan Freed, Isadore Singer Quantum field theory, supersymmetry, and enumerative geometry, IAS/Park City Mathematics Series, Band 11, American Mathematical Society, Providence, 2006.
- Herausgeber mit Pierre Deligne, Pavel Etingof, Freed, Lisa Jeffrey, David Kazhdan, John W. Morgan, Edward Witten Quantum fields and strings: A course for mathematicians, 2 Bände, American Mathematical Society, Providence, 1999
- Mirror symmetry and rational curves on quintic threefolds: A guide for mathematicians, J. Amer. Math. Soc. 6, 1993, 223–247, arxiv:alg-geom/9202004
- Mathematical aspects of mirror symmetry, in János Kollár (Herausgeber) Complex Algebraic Geometry, IAS/Park City Math. Series, Band 3, 1997, S. 265–340, arxiv:alg-geom/9609021
- Mathematical Aspects of Mirror Symmetry, in Björn Engquist, Wilfried Schmid Mathematics Unlimited, Springer Verlag 2001, arxiv:math.AG/0007090
- mit Brian Greene, Paul S. Aspinwall: Calabi-Yau Moduli Space, Mirror Manifolds and Spacetime Topology Change in String Theory. Nucl.Phys. B 416, 1994, 414–480. arxiv:hep-th/9309097
- mit Paul Aspinwall, Brian Greene: Spacetime topology change: the physics of Calabi-Yau Moduli Space, in Strings 93, World Scientific 1995, arxiv:hep-th/9311186